# 本卡迪 (庫利科羅區)
本卡迪（法語：Benkadi），是馬里的城鎮，位於該國西部，由庫利科羅區的迪瓦拉省負責管轄，面積159.84平方公里，海拔高度305米，2009年人口8,482，人口密度每平方公里53人。
12°24′N 6°26′W / 12.400°N 6.433°W